# Drüsenlose Kugeldistel
Die Drüsenlose Kugeldistel (Echinops exaltatus) ist eine Pflanzenart aus der Gattung der Kugeldisteln (Echinops) innerhalb der Familie der Korbblütler (Asteraceae).

## Beschreibung

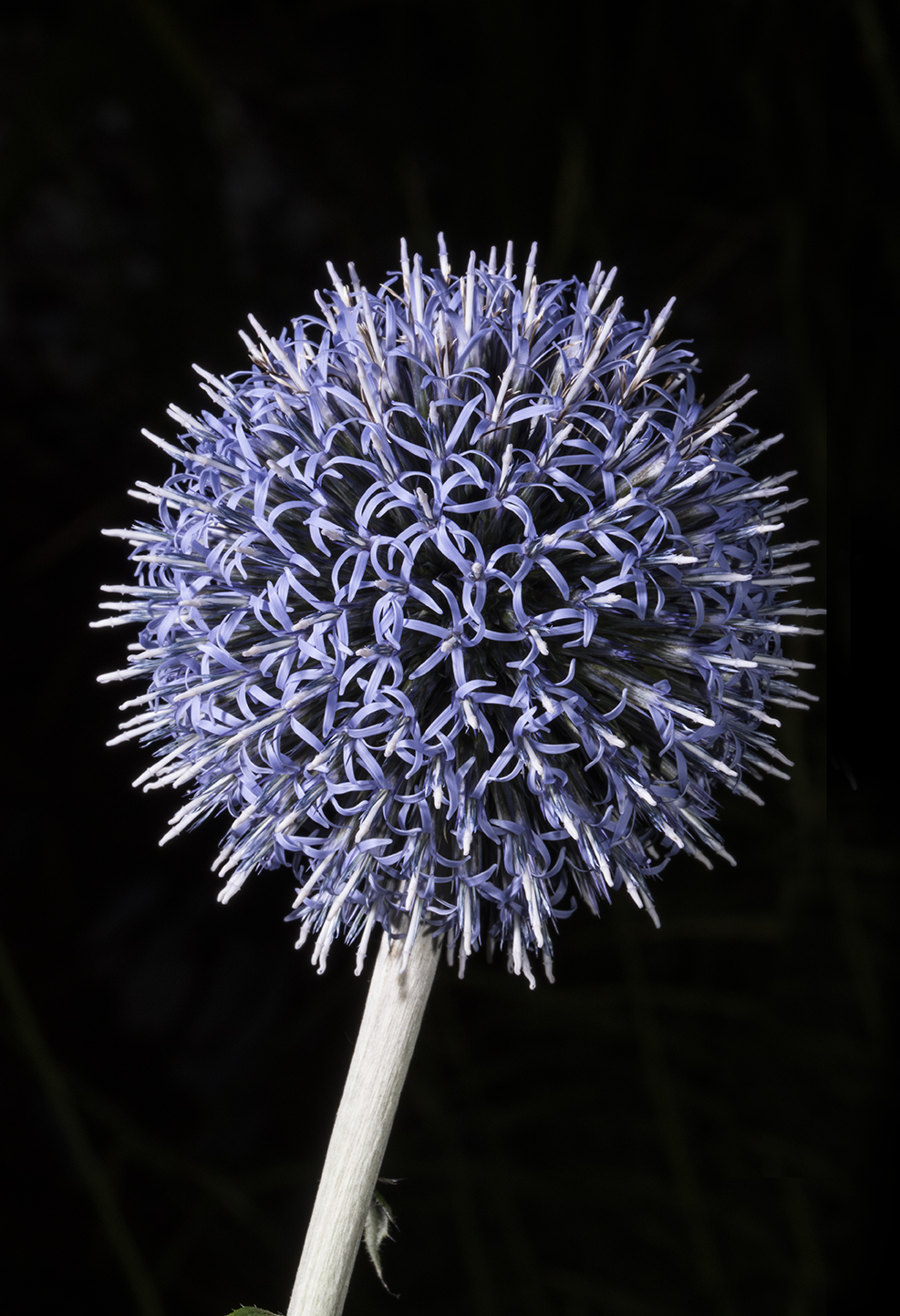
Drüsenlose Kugeldistel

### Vegetative Merkmale
Die Drüsenlose Kugeldistel ist eine ausdauernde, krautige Pflanze, die ein Pleiokorm ausbildet und Wuchshöhen von 40 bis 150, selten bis zu 200 Zentimetern erreicht. Der Stängel ist meist einköpfig. Die Laubblätter sind auf der Oberseite drüsenlos und locker steif behaart.

### Generative Merkmale
Die Blütezeit reicht von Juni bis August. Die Hülle der Einzelkörbchen ist 20 bis 25 Millimeter lang. Die äußeren Hüllblätter sind spitz und rhombisch bis spatelförmig; die mittleren sind schmal lanzettlich und weisen eine lang ausgezogene und nach außen gebogene Spitze auf. Der Gesamtblütenstand hat einen Durchmesser von 4 bis 6 Zentimeter. Die Krone ist blau-grau.
Die Achänen sind 7 bis 8 Millimeter lang und dicht gelblich seidig behaart.
Die Chromosomenzahl beträgt 2n = 30.

## Vorkommen
Die Drüsenlose Kugeldistel kommt in Südosteuropa und Rumänien in Staudenfluren und Waldrändern in der Hügel- und Bergstufe vor. In Mitteleuropa und in Großbritannien kommt die Drüsenlose Kugeldistel eingebürgert vor. Das ursprüngliche Verbreitungsgebiet umfasst Italien, die Balkanhalbinsel, Bulgarien, Rumänien und die Ukraine.
Die ökologischen Zeigerwerte nach Landolt et al. 2010 sind in der Schweiz: Feuchtezahl F = 3w (mäßig feucht aber mäßig wechselnd), Lichtzahl L = 4 (hell), Reaktionszahl R = 4 (neutral bis basisch), Temperaturzahl T = 4 (kollin), Nährstoffzahl N = 4 (nährstoffreich), Kontinentalitätszahl K = 4 (subkontinental).

## Taxonomie
Die Erstbeschreibung von Echinops exaltatus erfolgte 1811 durch Heinrich Adolf Schrader in Hortus Gottingensis seu plantae novae et rariores horti regii botanici ..., 15, Tafel 9.

## Nutzung
Die Drüsenlose Kugeldistel wird selten als Zierpflanze genutzt.

## Belege